# Caleb Walton West

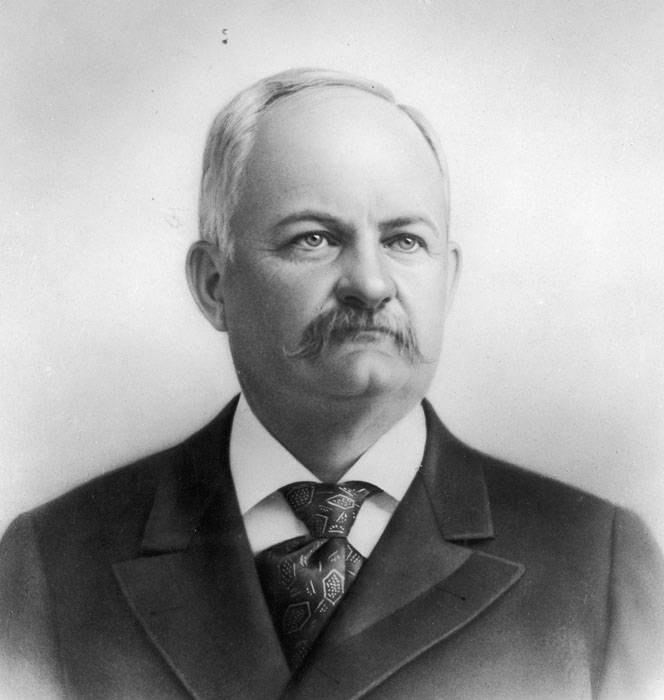
Caleb Walton West

Caleb Walton West (* 25. Mai 1844 in Cynthiana, Kentucky; † 1909) war ein US-amerikanischer Rechtsanwalt, Richter und Politiker (Demokratische Partei).

## Leben
West besuchte die Millersburg Academy und diente nach Ausbruch des Bürgerkrieges in der Konföderiertenarmee, wobei er die meiste Zeit als Kriegsgefangener verbrachte. Nach dem Krieg heiratete er Nancy Frazer. Er arbeitete als Rechtsanwalt und Gemeinderichter. Ferner war er nach seiner Dienstzeit als Territorialgouverneur des Utah-Territoriums bis 1901 als Sonderbevollmächtigter der US-Finanzbehörde an der Westküste tätig.

## Gouverneur von Utah-Territorium
Präsident Grover Cleveland ernannte ihn 1886 zum Gouverneur des Utah-Territoriums. Er unterstützte den Edmunds–Tucker Act von 1887, ein Antipolygamiegesetz und die Trennung von Kirche und Staat. Wests erste Amtszeit endete 1888 mit der Wahl von Benjamin Harrison zum 23. US-Präsidenten. Durch das dann folgende Woodruff Manifesto von 1890 endete die durch die Kirche sanktionierte Polygamie und nationalpolitische Parteien lösten die alten Peoples Party (Mormonen) und Liberal Party (Nicht-Mormonen) ab. In der Folge davon wurde das durch die Bundesregierung gepfändete Kircheneigentum der Kirche Jesu Christi der Heiligen der Letzten Tage wieder zurückgegeben.
Mit der Wiederwahl von Cleveland 1893 in seine zweite Amtszeit wurde auch West wiedergewählt. Er förderte die Schaffung von Verbänden, wie der Handelskammer von Salt Lake City und stellte Fördermittel für das, was heute die Utah State University und eine Ausbildungsstätte in Ogden bilden, bereit. Ferner wurde Saltair, ein Erholungsort auf dem Großen Salzsee, eröffnet. West bekleidete das Amt, bis Utah als 45. Staat in die Union aufgenommen und ein neuer Gouverneur gewählt wurde.